# David Funck
David Funck (Sankt Joachimsthal, 8 januari 1648 - Ilmenau, 1 januari 1701) was een musicus en barokcomponist uit Bohemen. Daarnaast schreef hij over muziek en was hij dichter en leraar. Hij bespeelde diverse instrumenten, zoals viool, altviool, orgel, klavichord en gitaar. Over Funcks leven is weinig bekend en vaak wordt zijn levensloop verward met die van zijn gelijknamige vader.

## Levensloop
David Funck werd geboren in de Boheemse plaats Sankt Joachimsthal, het huidige Jáchymov, als zoon van David Funck (1615-1669) en Regina Adler (1610-1680). De jonge David had nog twee broers: Johannes en Johann Friedrich.
David sr. werkte sinds 1642 als cantor in Joachimsthal. In 1650 verhuisde het gezin naar Reichenbach waar David sr. als cantor was aangenomen.

### Opleiding
In 1669 of 1670 behaalde David Funck jr. een diploma in Reichenbach. Zijn Duitstalige verhandeling Compendium musices uit 1670 is niet bewaard gebleven. Hij studeerde in de jaren 1672-1673 rechtsgeleerdheid, dichtkunst en muziek aan de universiteit van Jena, maar behaalde hierin geen graad. In 1673 schreef hij in Jena het essay De proportione musica veterum et nostra disputationem academicam.

### Onbekende hertogin
Funck werkte in 1677 als secretaris van een hertogin van Sleeswijk-Holstein in Neuenburg, maar het is niet duidelijk welke hertogin precies bedoeld wordt. In datzelfde jaar verscheen Funcks enige muziekbundel: Stricturae viola di gambicae. Hij reisde in 1682 met de hertogin naar Italië. In 1688 werd Funck ontslagen, naar verluidt wegens dronkenschap; een ander verhaal echter meldt dat de hertogin overleed waarna Funck vertrok.

### Aantijgingen
Funck keerde in 1689 terug naar Reichenbach en gaf daar onderwijs in compositieleer. Hij componeerde hier ook een (niet bewaard gebleven) Passie, waarmee hij veel aanzien verwierf.
In 1693 volgde een aanstelling als organist en leraar in Wunsiedel. Eind 1698 of begin 1699 moest hij echter Wunsiedel noodgedwongen verlaten wegens aantijgingen van sodomie.

### Laatste jaren
Over Funcks laatste levensjaren bestaat onduidelijkheid. Bossuyt stelt dat Funck in 1700 werkte als organist van de Jacobskirche te Ilmenau en dat hij hier op nieuwjaarsdag 1701 overleed. Schröder vermeldt de anekdote dat Funck in 1699 van Wunsiedel naar Schleiz ging om een concert aan het hof te geven, waarna hij zich te voet richting Arnstadt begaf en onderweg door bevriezing overleed.

## Stricturae viola di gambicae
In 1677 verscheen Funckes enige muziekbundel: Stricturae viola di gambicae. Deze bundel werd uitgegeven in Leipzig, Jena en Rudolstadt. De bundel bestaat uit vier delen en bevat 43 dansen voor vier viola da gamba's, een ensemblevorm die weinig voorkomt in de Duitse muziek. De klassieke dansen allemande, courante, sarabande en gigue komen aan bod, maar ook de air, ballo, gavotte, bransle, amener, ballet en volta. Daarnaast zijn er composities die geen dans zijn, zoals de sonatina.
Alle composities zijn relatief eenvoudig en stellen geen heel hoge eisen aan de uitvoerenden. Funck heeft zich meer gericht op de melodie dan op virtuositeit, waardoor de muziek vooral bedoeld lijkt voor amateurspelers.

### Naamgeving
Funck bestempelde zijn composities niet als stellae (sterren) maar als stricturae (vonken). Hij wilde met de titel aangeven dat zijn composities wellicht geen muzikale meesterwerkjes ('stellae') zijn maar slechts vonken, en dat de muziekliefhebber zich zelf maar een oordeel moet vormen. De titel van het werk is tevens een woordspeling op zijn achternaam Funck. 

### Voorwoord
Funck wordt in 18e-eeuwse beschrijvingen neergezet als een emotioneel instabiele persoon die zich losbandig gedroeg. Zowel in 1688 als in 1698 is hij ook van zijn werkplek weggestuurd wegens zijn slechte gedrag. Opmerkelijk is dan ook het voorwoord in de muziekbundel: hierin schreef hij zelf dat hij niet aangeduid wilde worden als 'musicus' (muzikant) en 'poeta' (dichter), omdat deze woorden slechts werden geassocieerd met drankzucht, platvloersheid en luiheid.